# Agromyza sahyadriae
Agromyza sahyadriae är en tvåvingeart som beskrevs av Ipe 1971. Agromyza sahyadriae ingår i släktet Agromyza och familjen minerarflugor. Inga underarter finns listade i Catalogue of Life.